# Hilara lactescens
Hilara lactescens är en tvåvingeart som beskrevs av Frey 1955. Hilara lactescens ingår i släktet Hilara och familjen dansflugor. Inga underarter finns listade i Catalogue of Life.